# Sava Šumanović
Sava Šumanović (kyrillisch: Сава Шумановић; * 22. Januar 1896 in Vinkovci; † 28. August 1942 in Sremska Mitrovica) war ein jugoslawischer Maler des 20. Jahrhunderts.
Sava Šumanović lebte und arbeitete einige Zeit in Paris und kehrte 1930 nach Jugoslawien zurück, wo er in Šid lebte. Im August 1942 wurde er mit 150 anderen Bürgern von der kroatischen Polizei nach Sremska Mitrovica entführt und dort ermordet. 
Die Galerie „Sava Šumanović“ wurde 1952 durch eine Schenkung von Persida Šumanović, der Mutter des Malers, eingerichtet.